# Équipe cycliste Vlasman
 (août 2022).
 (août 2022).
L'équipe cycliste Vlasman est une équipe cycliste néerlandaise, ayant le statut d'équipe continentale jusqu'en 2020.

## Vlasman Cycling Team en 2020[1]
| Cycliste           | Date de naissance | Nationalité | Équipe 2019         |  |
| ------------------ | ----------------- | ----------- | ------------------- |  |
| Björn Bakker       | 11 juillet 1993   | Pays-Bas    |                     |  |
| Jasper Bovenhuis   | 27 juillet 1991   | Pays-Bas    | Vlasman CT          |  |
| Hartthijs de Vries | 11 juillet 1996   | Pays-Bas    | Vlasman CT          |  |
| Yoeri Havik        | 19 février 1991   | Pays-Bas    | Vlasman CT          |  |
| Gerben Mos         | 29 novembre 1991  | Pays-Bas    |                     |  |
| Arne Peters        | 23 octobre 1995   | Pays-Bas    | Alecto Cycling Team |  |
| Wiebe Scholten     | 20 décembre 1996  | Pays-Bas    |                     |  |
| Remco Schouten     | 6 mars 1995       | Pays-Bas    |                     |  |
| Wim Stroetinga     | 23 mai 1985       | Pays-Bas    | Vlasman CT          |  |
| Melvin van Zijl    | 10 décembre 1991  | Pays-Bas    | Vlasman CT          |  |
| Jelle Wolsink      | 11 novembre 1995  | Pays-Bas    | Vlasman CT          |  |